# La tentación de San Antonio (Cézanne, particular)
La tentación de San Antonio es un cuadro de óleo sobre lienzo de 54x73 cm realizado el año 1870 por el pintor Paul Cézanne.
Pertenece a una colección privada de arte.